# Empecamenta flavopilosa
Empecamenta flavopilosa är en skalbaggsart som beskrevs av Moser 1917. Empecamenta flavopilosa ingår i släktet Empecamenta och familjen Melolonthidae. Inga underarter finns listade i Catalogue of Life.